# Winamp
Winamp (укр. Віна́мп) — комп'ютерна програма, універсальний програвач медіа файлів (плеєр).
Створена Джастіном Франкелем в березні 1997 року. Стала дуже відомою завдяки простоті в користуванні та доступності, раніше програма була безкоштовною. 1999 року Nullsoft — компанію, що виробляла Вінамп, — купила AOL. 2004 року з компанії Nullsoft пішли останні її засновники.

## Історія

### Перший випуск
WinAMP 0.20a був випущений як безкоштовне програмне забезпечення 21 квітня 1997 року. Графічний інтерфейс першої версії складався з простого рядка меню. За допомогою меню можна було відтворювати, призупиняти, зупиняти відтворення поточної композиції. Вибрати файл композиції можна було через меню або перетягнути його на значок Winamp. У цю версію входив некомерційний для використання обробник MP3 — AMP, створений Томіславом Узілеком. Скорочення AMP розшифровувалося як Advanced Multimedia Products (Розширені продукти мультимедіа). Джастін Франкель та Дмитро Болдирєв впровадили цей обробник в користувальницький інтерфейс.
WinAMP 0.92 був випущений як безкоштовне програмне забезпечення в травні 1997 року. У даній версії з'явився графічний інтерфейс користувача під назвою Winamp Classic: темно-сіре прямокутне вікно, з сріблястими тривимірними кнопками, червоно-зелений повзунок рівня гучності, табло час відтворення (в стилі світлодіодів), рядок заголовка композиції, швидкість потоку та частота MP3. Була реалізована підтримка перетягування декількох файлів до списку відтворення. Але в цій версії все ще не було номера композиції близько заголовка та замість спектроаналізатора та хвильового аналізатора був порожній простір. Все це з'явиться в наступних версіях.
Існують три версії плеєра:
- Pro (повна версія, платна)
- Full (повна версія, безкоштовна)
- Lite (урізана версія з набором основних функцій)

### Припинення підтримки
У листопаді 2013 року стало відомо, що Корпорація AOL припинить подальші оновлення та підтримку плеєра Winamp разом із припиненням поширення платної і безкоштовної версії плеєра та закриттям усіх обслуговуючих сервісів.

### Плани про відновлення
Очікується, що з'явиться нова версія сервісу, яка має поєднати у собі подкасти, інтернет-радіо, файли з «хмари», створені плейлисти і аудіо будь-якого типу.
Нова, шоста версія з’явиться не лише для мобільних пристроїв, а й для стаціонарних комп’ютерів. За інформацією Теккранч (Techcrunch), щомісяця програвачем користується 100 млн осіб. І ця армія фанатів може стати рушійною силою нової платформи, вважають у компанії.

## Типи файлів
Зараз Вінамп підтримує близько 50-ти форматів файлів. Зокрема: *.mp3, *.mp2, *.mp1, *.aac, *.au, *.AACplus, *.asf, *.aif, *.aiff, *.WAV, *.wma, *.WMV, *.mid, *.midi, *.rmi, *.kar, *.miz, *.mod, *.mdz, *.nst, *.stm, *.stz, *.s3m, *.s3z, *.it, *.itz, *.amf, *.okt, *.ptm, *.ogg, *.cda, *.wav, *.voc, *.snd, *.nsv, *.nsa, *.mpg, *.mpeg, *.m2v, *.avi, *.wmv, *.m3u, *.pls *.xm, *.flw, *.xmz, *.mtm, *.ult, *.669, *.far,*.tvc, MPEG: MPEG-1, MPEG-2, MP3

## Можливості
- Підтримка всіх популярних форматів;
- Підтримка 5-ти канального звуку;
- Підтримка плагінів та можливість самому їх створювати;
- Запис музики на CD-burner;
- Медіа-бібліотека;
- Можливість програвати потокове-відео;
- Можливість записувати музику з CD-дисків;
- Підтримка скінів («шкурок», тем) до плеєра.